# Elaeodendron matabelicum
Elaeodendron matabelicum är en benvedsväxtart som beskrevs av Ludwig Eduard Theodor Loesener. Elaeodendron matabelicum ingår i släktet Elaeodendron och familjen Celastraceae. Inga underarter finns listade.